# Богорад, Григорий Абрамович
Григорий Абрамович Богорад (20 июля 1914, Витебск — 9 ноября 1996, Мигдаль-ха-Эмек, Северный округ) — полный кавалер ордена Славы.

## Биография
Григорий Абрамович Богорад родился в Витебске 20 июля 1914 года в бедной семье рабочего. У семьи была возможность дать сыну только начальное образование. Переехав в Биробиджан в 1932 году, работал на лесопильном заводе.
С 1937 года в рядах Красной армии, служил сапёром. Призван в начале войны на Юго-Западный фронт. Впоследствии участвовал в обороне Сталинграда. В январе 1944 года в составе 2-го Украинского фронта в рамках Кировоградской наступательной операции захватил в плен немецких офицера и солдата за что был удостоен орденом Славы III степени.
В августе 1944 года в Яссо-Кишинёвской операции за разминирование проходов к городу Тыргу-Фрумос ему был вручён орден Славы II степени. Орден Славы I степени был получен им за проведение десанта при форсировании реки Тисы в рамках Дебреценской операции. 24 октября 1944 года Григорий Богорад воспользовавшись резиновой лодкой форсировал реку Тиса, ранее других вошел в траншею врага и личным оружием убил шестерых немецких солдат. 28 октября 1944 года во время защиты плацдарма вблизи Федьвернека (Венгрия), под огнем противника смог установить 87 противотанковых мин. В дальнейшем продвигался с фронтом в Венгрию и Австрию, закончив войну в Чехословакии. Командир отделения 92 гвардейского батальона.
В 1945 году демобилизован. Вернувшись в Биробиджан, работал на мебельной фабрике, впоследствии заместителем директора по поставкам продуктового магазина. После выхода на пенсию с 1976 года проживал в городе Хмельницкий. Переехал в Израиль, жил в городе Мигдаль-ха-Эмек. Умер в 1996 году.

## Семья
Жена — Сарра (умерла в 1993 году). Две дочери.

## Память
- Почётный гражданин города Биробиджан по решению городской думы от 8 мая 2011 года[7].
- В марте 2013 года его именем названа улица Биробиджана.
- Имя Григория Абрамовича выбито на отдельной стеле на Аллее Героев в Сквере Победы в Биробиджане (открытие прошло 7 мая 2015 года).[8]

## Награды
- Орден Славы (Награда под номером № 2628 от 27.02.1944);
- Орден Славы (Награда под номером № 9016 от 18.09.1944);
- Орден Славы (Награда под номером № 17 от 24.03.1945);
- Две медали «За отвагу»;
- Медаль «За оборону Сталинграда».